# Pomacentrus

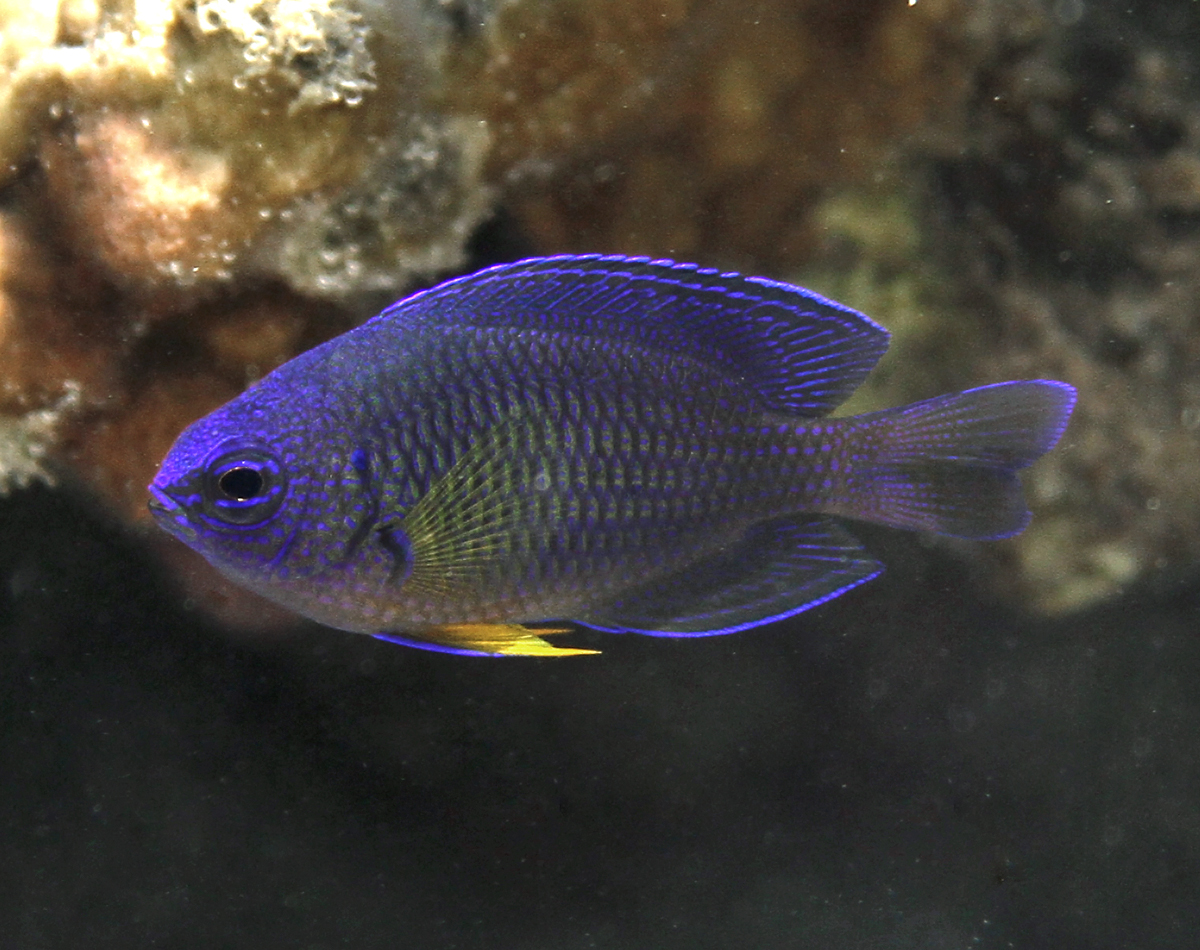
Pomacentrus caeruleus

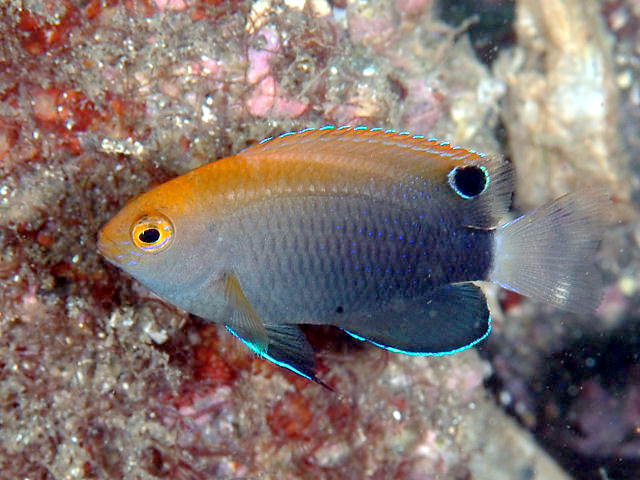
Pomacentrus chrysurus

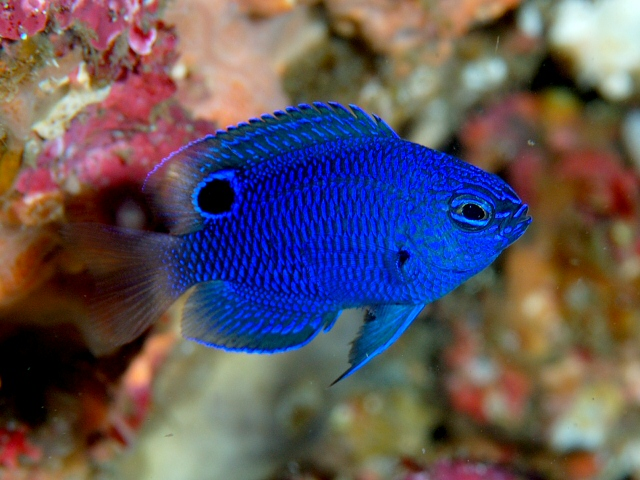
Pomacentrus nagasakiensis

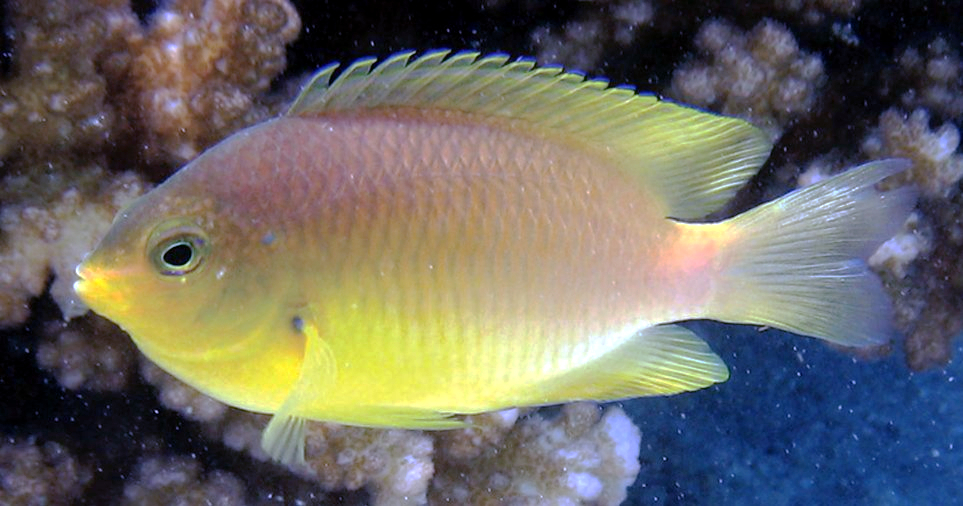
Pomacentrus amboinensis

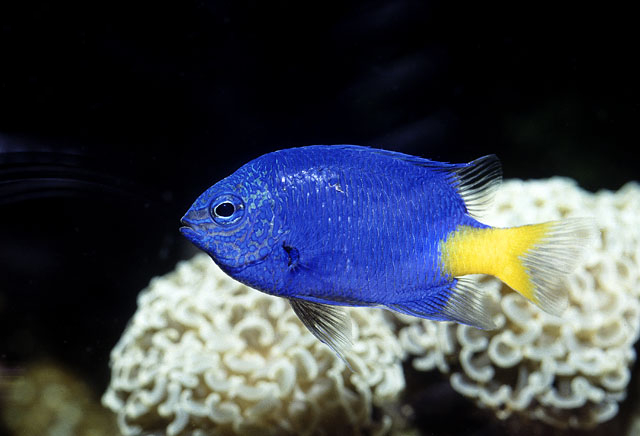
Pomacentrus trichourus

Pomacentrus è un genere di pesci ossei marini appartenenti alla famiglia Pomacentridae.

## Distribuzione e habitat
Le specie del genere sono diffuse nell'Indo-Pacifico, principalmente nelle aree tropicali. Sono tipici abitatori delle barriere coralline.

## Specie
- Pomacentrus adelus
- Pomacentrus agassizii
- Pomacentrus albicaudatus
- Pomacentrus albimaculus
- Pomacentrus alexanderae
- Pomacentrus alleni
- Pomacentrus amboinensis
- Pomacentrus aquilus
- Pomacentrus arabicus
- Pomacentrus armillatus
- Pomacentrus atriaxillaris
- Pomacentrus aurifrons
- Pomacentrus auriventris
- Pomacentrus australis
- Pomacentrus azuremaculatus
- Pomacentrus baenschi
- Pomacentrus bankanensis
- Pomacentrus bintanensis
- Pomacentrus bipunctatus
- Pomacentrus brachialis
- Pomacentrus burroughi
- Pomacentrus caeruleopunctatus
- Pomacentrus caeruleus
- Pomacentrus callainus
- Pomacentrus cheraphilus
- Pomacentrus chrysurus
- Pomacentrus coelestis
- Pomacentrus colini
- Pomacentrus cuneatus
- Pomacentrus emarginatus
- Pomacentrus fakfakensis
- Pomacentrus geminospilus
- Pomacentrus grammorhynchus
- Pomacentrus imitator
- Pomacentrus indicus
- Pomacentrus javanicus
- Pomacentrus komodoensis
- Pomacentrus lepidogenys
- Pomacentrus leptus
- Pomacentrus limosus
- Pomacentrus littoralis
- Pomacentrus melanochir
- Pomacentrus microspilus
- Pomacentrus milleri
- Pomacentrus moluccensis
- Pomacentrus nagasakiensis
- Pomacentrus nigromanus
- Pomacentrus nigromarginatus
- Pomacentrus opisthostigma
- Pomacentrus pavo
- Pomacentrus philippinus
- Pomacentrus pikei
- Pomacentrus polyspinus
- Pomacentrus proteus
- Pomacentrus reidi
- Pomacentrus rodriguesensis
- Pomacentrus saksonoi
- Pomacentrus similis
- Pomacentrus simsiang
- Pomacentrus smithi
- Pomacentrus spilotoceps
- Pomacentrus stigma
- Pomacentrus sulfureus
- Pomacentrus taeniometopon
- Pomacentrus trichrourus
- Pomacentrus trilineatus
- Pomacentrus tripunctatus
- Pomacentrus vaiuli
- Pomacentrus wardi
- Pomacentrus xanthosternus
- Pomacentrus yoshii[1]